# Kristofor Mahler
Kristofor Mahler (ur. 26 lutego 1995) – kanadyjski narciarz dowolny, brązowy medalista mistrzostw świata juniorów.
Po raz pierwszy na arenie międzynarodowej pojawił się 18 stycznia 2015 roku w Val Thorens, gdzie w zawodach FIS zajął 24. miejsce w skicrossie. W marcu 2016 roku wystąpił na mistrzostwach świata juniorów w Val Thorens, zdobywając brązowy medal w skicrossie. W Pucharze Świata zadebiutował 5 grudnia 2015 roku w Montafon, zajmując 43. miejsce. Pierwsze pucharowe punkty wywalczył 23 stycznia 2016 roku w miejscowości Nakiska, plasując się na 21. miejscu. Na podium zawodów tego cyklu pierwszy raz stanął 7 grudnia 2019 roku w Val Thorens, wygrywając rywalizację w skicrossie. W zawodach tych wyprzedził dwóch Francuzów: Bastiena Midola i Jeana Frédérica Chapuisa.
W 2021 roku wystartował na mistrzostwach świata w Idre Fjäll był dwunasty w skicrossie.

## Osiągnięcia

### Mistrzostwa świata
| Miejsce | Dzień     | Rok  | Miejscowość | Konkurencja | Zwycięzca |
| ------- | --------- | ---- | ----------- | ----------- | --------- |
| 12.     | 13 lutego | 2021 | Idre Fjäll  | Skicross    | Alex Fiva |

### Puchar Świata

#### Miejsca w klasyfikacji generalnej
- sezon 2015/2016: 191.
- sezon 2016/2017: 165.
- sezon 2017/2018: 249.
- sezon 2019/2020: 33.

Od sezonu 2020/2021 klasyfikacja skicrossu zastąpiła klasyfikację generalną.
- sezon 2020/2021: 35.
- sezon 2021/2022: 13.

#### Miejsca na podium w zawodach
1. Val Thorens – 7 grudnia 2019 (skicross) – 1. miejsce
2. Montafon – 14 grudnia 2019 (skicross) – 2. miejsce
3. Nakiska – 15 stycznia 2022 (skicross) – 1. miejsce